# Cacatoès de Leadbeater
Cacatua leadbeateri
Espèce
Répartition géographique
Statut de conservation UICN

 LC  : Préoccupation mineure
Statut CITES
Le Cacatoès de Leadbeater (Cacatua leadbeateri) ou Cacatoès commandant Mitchell, est une espèce de perroquets du genre Cacatua et membre de la famille des Cacatuidés. Cette espèce est endémique de l'Australie. Son nom est un hommage au marchand et taxidermiste britannique Benjamin Leadbeater (1760-1837). Cette espèce est classée comme préoccupation mineure par l'Union internationale pour la conservation de la nature.

## Taxonomie et nomination
Le naturaliste irlandais Nicholas Aylward Vigors a décrit l'espèce en 1831 comme Plyctolophus leadbeateri,. Le nom scientifique commémore le naturaliste et taxidermiste londonien Benjamin Leadbeater, qui avait donné à Vigors ce qui allait devenir le spécimen type. Edward Lear l'a peint dans son œuvre de 1832 Illustrations de la famille des Psittacidae, ou perroquets. Citant Lear, William Swainson lui a donné le nom de Plyctolophus erythropterus.

## Description

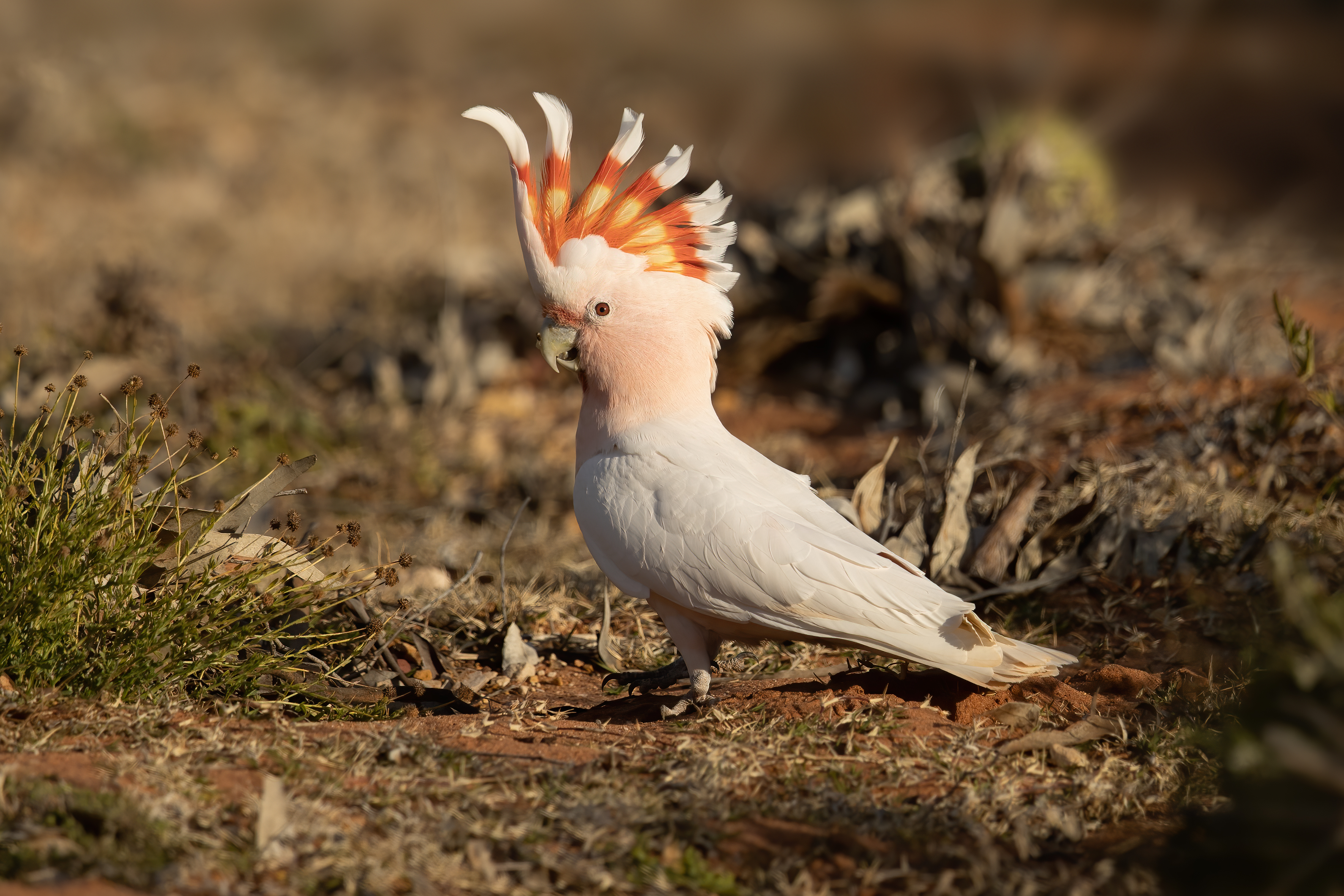
Un cacatoès de Leadbeater en Nouvelle-Galles du Sud (Australie).

Le cacatoès de Leadbeater mesure environ 35 cm pour une envergure de 40 cm et pèse entre 360 et 480 grammes,. Cette espèce atteint sa maturité sexuelle vers 3 à 4 ans (ce qui entraîne un changement de caractère),. Le mâle mesure en moyenne 38 cm, il est légèrement plus grand que la femelle de cette espèce. Il a le front, les côtés de la tête, la nuque, la poitrine et le ventre rose-rouge dit parfois rose-saumon, et cette teinte s'intensifie sur le dessous des ailes et de la queue. Le sommet de la tête, le dessus du corps, la queue et la région anale sont blancs. La huppe se compose de 16 plumes allongées et incurvées vers l'avant, qui sont rouges à extrémités blanches, qui sont traversées par une mince bande jaune souvent plus large chez la femelle. Le bec est de teinte corne, les iris brun foncé et les pattes grises. La femelle est un rien plus terne ; chez elle l'iris est rouge pâle et le rose saumon de la tête et des parties inférieurs est plus pâle. Chez les immature les iris sont d'un brun pâle. Et leur bande frontale est rouge-orange clair. Cette espèce a une longévité en générale de 70 ans mais les cacatoès de Leadbeater peuvent vivre plus vieux comme "Cookie" un mâle cacatoès mort à l'âge de 83 ans et qui vécu de 1934 au 27 août 2016 au Zoo de Brookfield,. Il fut retiré au public à partir de 2009.

## Distribution et habitat
Cette espèce est endémique du centre de l'Australie,,,. On y distingue deux populations, l'une occidentale, l'autre orientale,,,. La population occidentale se retrouve dans les états d'Australie-Occidentale, en Australie-Méridionale et dans le territoire du Nord,,,. La population orientale se retrouve quant à elle dans les États de Victoria, au Queensland, en Nouvelle-Galles du Sud et en Australie-Méridionale,,,. Néanmoins il y eut quelques observations non loin d'Hobart en Tasmanie,. Cet oiseau peuple les régions arides et semi-désertiques à l'intérieur des terres,,. Il vit généralement en petits groupes dans ces zones avec des arbres le long des cours d'eau,. Il fréquente aussi les zones boisées avec des Callitris, des Allocasuarina et des Eucalyptus dans lesquels il se reproduit,. On le retrouve aussi dans les zones urbaines comme à Melbourne, Brisbane, Perth, Darwin ou Sydney,.

## Vol
Le vol du cacatoès de Leadbeater est lent et laborieux. Ses battements sont peu profonds et alternés de brefs glissés. Il vole rarement haut et, s'il veut réaliser un long trajet, il effectuera plusieurs vols d'arbre en arbre.

## Alimentation
Ces oiseaux mangent principalement des graines, celles contenues dans les céréales, les herbes et les melons qui ont éclaté au soleil dont ils raffolent. Ils mangent également des fruits, des noix et des insectes, du sable et du gravier. Ils mangent souvent dans les buissons, les arbres ou par terre. Les cacatoès de Leadbeater se désaltèrent vers l'aube et en fin d'après-midi. En période de forte chaleur, ils doivent augmenter la fréquence de visite aux plans d'eau.

## Reproduction
La saison de reproduction se passe entre août et octobre. Le couple retourne chaque année dans la même cavité où il a édifié son nid. Il niche dans le creux d'une grosse branche ou dans un arbre tronqué, aménageant quelques débris de bois ou d'écorce dans le fond, sur lequel reposeront les œufs blancs. Plusieurs couples peuvent nidifier dans la même zone mais leurs nids seront éloignés de quelques kilomètres. La femelle dépose 2 à 5 œufs à raison d'un tous les deux trois jours. L'incubation dure 23 à 25 jours. Les petits resteront dans le nid entre 8 semaines et 2 mois. Après l'envol, ils restent en famille près du nid. Les parents nourrissent les jeunes pendant 5 mois ou plus.

## Comportement
Le couple à un territoire d'environ 2 km. Il empêche les autres cacatoès de nidifier ou de se reproduire dans cette zone quand c'est la période de reproduction. Or, durant la période de reproduction, on trouve les oiseaux en groupe de 10 à 50 individus. Quand ils se déplacent sur le sol, ils marchent doucement et évitent les herbes hautes. Dans un groupe, il y a toujours un oiseau qui joue le rôle de sentinelle. Il est très attentif et dresse partiellement sa crête. Il marque régulièrement une pause au cours de laquelle il se tient très verticalement pour inspecter les environs. Le cacatoès de Leadbeater est de naturel très prudent et il accepte rarement qu'on l'approche. C'est un oiseau sédentaire. Lorsqu'on les dérange, ils prennent l'air d'un coup d'aile résolue très caractéristique, en poussant de hauts cris. Lorsqu'ils se sentent menacés, ils font entendre des cris rauques et redressent tout droit leur grande huppe. Ce sont des oiseaux agréables, ayant un caractère sympathique, et qui sont très joueurs.

## Chant
Quand il vole, le Cacatoès de Leadbeater émet un "creek-ery-cree" trisyllabique et chevrotant. Il le répète à intervalles régulier pendant une minute. Ce cri est assez semblable à celui du Cacatoès corella quoiqu'un peu moins rauque. Quand il est alarmé, il pousse des cris stridents et rapides qu'il va répéter sans discontinuer. Lorsque les petits réclament à manger, il respire constamment de façon sifflante.

## Sous-espèces
Cet oiseau est représenté par deux sous-espèces :
- Cacatua leadbeateri mollis (Mathews, 1912) — Ouest de l'Australie ;
- Cacatua leadbeateri leadbeateri (Vigors, 1831) — Est de l'Australie[15].

## Conservation
En Australie, le cacatoès de Leadbeater est répertorié comme en voie de disparition en vertu de la loi de 1999 sur la protection de l'environnement et la conservation de la biodiversité. Dans l'état de Victoria, il est répertorié comme espèce menacée dans la loi victorienne sur la garantie de la flore et de la faune (1988). En vertu de cette loi, une déclaration d'action pour le rétablissement et la gestion future de cette espèce a été préparée. Sur la liste consultative de 2013 de la faune vertébrée menacée à Victoria, cette espèce est classée comme vulnérable. Birdlife International classe cette espèce comme préoccupation mineure.